# Almtaler Köpfl
Das Almtaler Köpfl ist ein 2204 m ü. A. hoher Berg im Toten Gebirge in Oberösterreich. Es handelt sich beim Almtaler Köpfl eigentlich um die Nordost-Schulter des Schermbergs, die mit diesem durch einen schmalen Grat verbunden ist. Seine plattige und steile Nordwand baut sich markant gegen die Schermberg-Nordwand auf und wird von dieser durch eine ausgeprägte Schlucht getrennt. Der viel besuchte Gipfel mit Gipfelkreuz ist von der Welser Hütte aus erreichbar und bietet einen schönen Rundblick.

## Aufstieg
Der Gipfel wird während der Begehung des Schermberg-Klettersteigs Tassilo überschritten. In der Nordwand befinden sich auch einige Kletterrouten wie etwa der Grünauer Weg.